# Зернистая пуголовка
Зернистая пуголовка (лат. Benthophilus granulosus) — вид лучепёрых рыб из семейства  бычковых. Эндемик Каспийского моря, распространён вдоль северного и восточного берегов.

## Описание
Длина тела достигает 5,6 см. На брюхе и боках есть костные элементы. На теле три тёмные пятна. Подбородочный усик удлинённый (более диаметра глаза), с утолщённым основанием и нитевидным окончанием.

## Ареал и местообитание
Вид широко распространён вдоль северного и восточного берегов Каспийского моря, у речных дельт, в частности, Урала и Волги. Обитает в пресной и солоноватой воде с солёностью до 20‰. Держится на малых глубинах от 0,5 до 20 м в тёплое время года. Зимой мигрирует на бо́льшие глубины до 60–70 м. Распространение на севере Каспийского моря зависит от степени распреснения вод. 

## Жизненный цикл
Зернистая пуголовка живёт около года и достигает зрелости примерно через 6–7 месяцев. Самки мечут икру с апреля по июль на мелководье. Все зернистые пуголовки умирают вскоре после нереста, причём самки умирают раньше самцов.